# Tép rong
Tép rong, tên khoa  học Macrobrachium lanchesteri, là một loài tôm gai thuộc họ Palaemonidae, được De Man mô tả lần đầu tiên vào năm 1911.